# Elektronische muziek

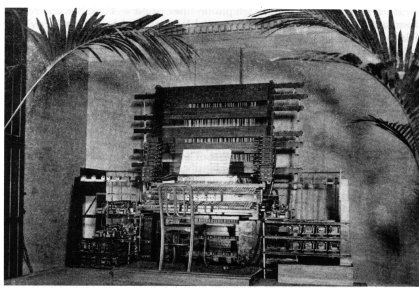
Telharmonium, ontworpen door Thaddeus Cahill 1897

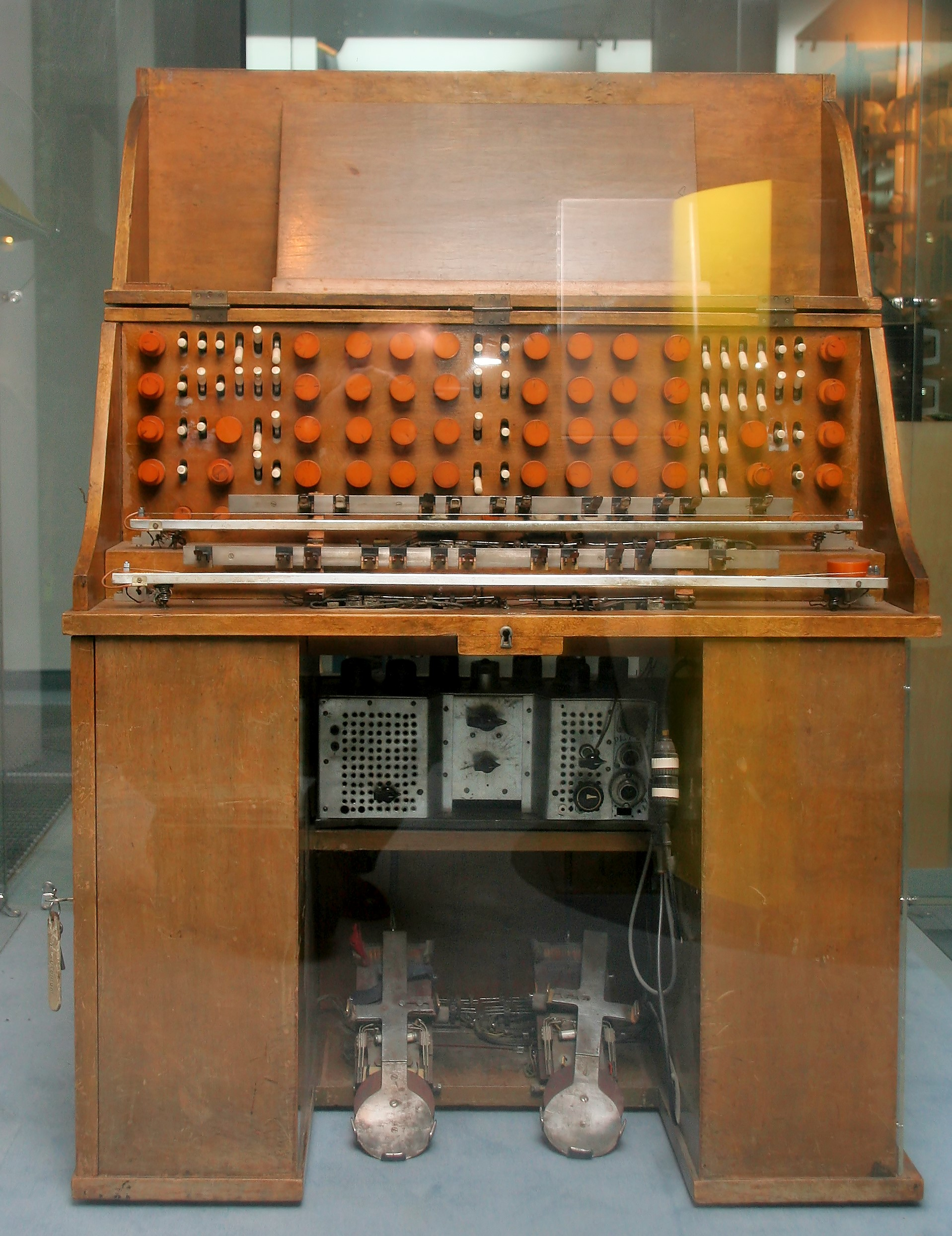
Trautonium, 1928

Elektronische muziek is een verzamelterm voor muziek die gemaakt is met elektronische muziekinstrumenten. Elk geluid dat wordt geproduceerd door een elektronisch apparaat kan elektronisch genoemd worden. Zelfs in muziek die hoofdzakelijk akoestisch gespeeld wordt, kan het gebruik van elektronische versterkers ervoor zorgen dat de muziek gelinkt wordt met de term "elektronisch muziek", zoals in bepaalde jazz- en folkmuziek wel gebeurt. Waar men halverwege de 20e eeuw met de term elektronische muziek nog doelde op de experimenten met elektronische instrumenten, die in contrast stonden met populaire of klassieke muziek, is de term tegenwoordig een uitgebreide losse verzamelnaam geworden, waar een groot aantal van de populaire, underground, experimentele of andere muziek in kan worden ondergebracht.
Als muziekgenre, zoals die gebruikt wordt door muziekcritici of door marketing, duidt de term elektronische muziek meestal op muziek die hoofdzakelijk door elektronische apparaten zoals synthesizers, samplers, computers en drummachines wordt gemaakt. Theoretisch gezien kan de muziek nog om het even welk ander instrument bevatten. Met elektronische muziek kan men ook naar computermuziek verwijzen, omdat software toelaat dat geluiden digitaal en gemakkelijk verwerkt en bewerkt worden.
De wetenschap van de muzikale klank die ook de elektronische muziek bestudeert heet sonologie. In Nederland wordt het vak gedoceerd aan het Instituut voor Sonologie in het Koninklijk Conservatorium van Den Haag.

## Ontstaan
Elektronische muziek is voor het eerst ontwikkeld aan het eind van de 19e eeuw. Er was toen geen sprake van een genre, maar er werd met nieuwe elektronische instrumenten langzaam aan geëxperimenteerd. Dat werd ook wel Modern Klassiek genoemd. Elektronische muziek kreeg tussen de Eerste en Tweede Wereldoorlog een duw in de rug door dat men ging experimenteren met het bespelen van elektronische apparaten in plaats van instrumenten.
De echte eigen ontwikkeling van wat elektronische muziek genoemd wordt, vond plaats in de periode kort na de Tweede Wereldoorlog, toen pioniers als Karlheinz Stockhausen, Karel Goeyvaerts, Pierre Schaeffer en Jan Boerman elektronische componenten als klankbron en klankbewerkingsapparaat gingen gebruiken om muziek op te nemen. Philips heeft bij de ontwikkeling van deze apparaten een grote rol gespeeld. In de jaren zestig leverden artiesten als Ton Bruynel volledig elektronisch gegenereerde muziekstukken voor onder andere opera's met apparaten uit het Philips-laboratorium.

## Geschiedenis

### Eind 19e, begin 20e eeuw
Diverse instrumenten worden genoemd als "eerste" elektronisch instrument, de waarheid is dat men afhankelijk van de visie en definitie, telkens een ander instrument kan aanduiden. Een belangrijk vroeg elektronisch instrument was het Teleharmonium of Telharmonium, ontwikkeld door Thaddeus Cahill in 1897. Het gebruik van het Teleharmonium werd echter om eenvoudige reden gehinderd: het instrument woog zeven ton en was zo groot als een goederenwagon. In 1913 ontwierp de futurist Luigi Russolo elektronische machines. Als een van de eerste praktische elektronische instrumenten wordt de Theremin genoemd; omstreeks 1919-1920 uitgevonden door professor Léon Theremin. Een ander vroeg elektronisch instrument was de ondes-Martenot, die onder andere door Olivier Messiaen werd gebruikt in de Turangalîla-Symphonie, en ook door andere vooral Franse componisten, zoals André Jolivet.

### Naoorlogse jaren: jaren 40 en jaren 50
In de jaren na de Tweede Wereldoorlog werd elektronische muziek in de armen gesloten door progressieve componisten, en werd ze gezien als een middel om zich te ontdoen van de beperkingen van traditionele instrumenten. Als echte start voor de modern elektronische compositie wordt de ontwikkeling van musique concrète en de bandopnemer in 1948 gezien, en dit werd nog versneld dankzij de bouw van primitieve analoge synthesizers. De eerste stukken musique concrète werden geschreven door Pierre Schaeffer, die later samenwerkte met avant-garde klassieke componisten zoals Pierre Henry, Pierre Boulez en Karlheinz Stockhausen. Stockhauzen had verschillende jaren gewerkt als lid van de Studio für Elektronische Musik te Keulen, waar hij elektronisch gegenereerde geluiden vermengde met conventionele koren. De eerste muziek voor magneetband in de Verenigde Staten werd door Louis en Bebe Baron gemaakt in 1950.
Het Columbia-Princeton Electronic Music Center in New York (nu het Computer Music Center) werd in 1959 door Vladimir Ussachevsky en Otto Luening opgericht. Zij werkten al sinds begin jaren vijftig met bewerkingen op magneetbanden, en bouwden daar nu met de hulp van ingenieur Peter Mauzey een studio. RCA droeg bij met de RCA Mark II Sound Synthesizer, die oscillatoren met vacuümbuizen gebruikte en een eerste elektronische sequencer bevatte. Dit werd het middelpunt voor Amerikaanse elektronische muziek tot rond 1980. Robert Moog zou daar diverse componenten ontwikkelen, wat zou leiden tot de Moogsynthesizer.
Max Mathews begon computers te gebruiken om muziek te creëren in de Bell Laboratories in 1957. Andere bekende componisten op dat gebied zijn Edgard Varèse en Steve Reich.

#### Nederland
In Nederland was het Philips Natuurkundig Laboratorium in Eindhoven de bakermat voor de elektronische muziek. In het NatLab experimenteerden Dick Raaijmakers en Tom Dissevelt op verzoek van hun baas Roelof Vermeulen, hoofd van de Akoestisch Afdeling van NatLab, met zelf ontwikkelde elektronische apparatuur, om hun eerste elektronische composities met eindeloos geduld via tapemontages in elkaar te zetten. Roelof Vermeulen was op zijn beurt aangemoedigd door Walter Maas, de oprichter van de Stichting Gaudeamus, om experimenten met elektronische muziek beginnen. In 1956 verscheen op ep de compositie "Electronic Movements" van Tom Dissevelt, geassisteerd door technicus 'Kid Baltan' (Dick Raaijmakers).
Een andere componist die door het Natlab werd uitgenodigd om zijn kennis van muziek in te brengen in de verdere ontwikkeling van elektronisch voortgebrachte muziek, was Henk Badings. Net daarvoor was hij in 1956 door het Holland Festival uitgenodigd om elektronische muziek voor de balletproductie Kaïn en Abel te schrijven.
Gedurende zeven jaar zou vanuit het Natlab in Eindhoven veel elektronische muziek gecomponeerd en gemaakt worden. Al deze composities zijn gebundeld op vier cd's en samengevoegd in een, van zeer uitgebreide documentatie en verantwoording voorziene, uitgave "Popular Electronics. Early Dutch electronic music from Philips Research Laboratories, 1956-1963"
In 2006 kwam een documentaire, Kamer 306, op dvd uit, die de motieven en achtergronden belicht van de componisten, technici en medewerkers die bij de experimenten met elektronische muziek in het Philips Natuurkundig Laboratorium betrokken waren. Deze documentaire werd vervolgd met de dvd Kamer 306 extra's.

### Jaren zestig tot eind jaren zeventig
In de Radiophonic Workshop, de dienst voor speciale geluidseffecten van de BBC, creëerden Ron Grainer en Delia Derbyshire in 1963 elektronische themamuziek voor de tv-serie Doctor Who, een vroeg voorbeeld van elektronische titelmuziek voor televisie.
Hoewel elektronische muziek was begonnen in de wereld van klassieke (of "kunst") compositie, werd het fenomeen in enkele jaren tijd opgenomen in de populaire cultuur.
In tweede helft van de jaren 60 begon elektronische pop- en rockmuziek door te breken. Lillian Roxon's Rock Encyclopedia vermeldt het album Sgt. Pepper's Lonely Hearts Club Band en met name het nummer A day in the Life van The Beatles uit 1967 als een beginpunt. Tezelfdertijd begonnen ook bands zich in elektronische psychedelische muziek te specialiseren. In augustus 1967 verscheen het debuutalbum The Piper at the Gates of Dawn van Pink Floyd.
Eind jaren 60 kreeg synthesizermuziek bekendheid door twee opmerkelijke albums van Wendy Carlos – Switched-On Bach (1968) en The Well-Tempered Synthesizer (1969) – waarin ze vertrok van stukken barokke klassieke muziek die ze reproduceerde op Moogsynthesizers.

Eveneens in 1969 maakte Gershon Kingsley het album Music to Moog By waarop de synthesizerhit Popcorn staat, dit nummer is hierna een groot aantal malen uitgevoerd tot in de 21e eeuw aan toe.
De Moogsynthesizers waren monofoon, zodat het produceren van gelaagde muziek, zoals Carlos deed, vele uren studiotijd kostte. Die eerste apparatuur stond er echter om bekend instabiel te zijn, en werd snel vals. Toch namen verschillende artiesten, zoals Keith Emerson van Emerson, Lake & Palmer de instrumenten mee op tournee. Ook de elektrotheremin werd in popmuziek gebruikt, zoals in Good Vibrations van The Beach Boys. In Strawberry Fields Forever van The Beatles werd een Mellotron gebruikt.
Naarmate de technologie zich ontwikkelde, en synthesizers goedkoper, robuuster en draagbaarder werden, werden ze door meer en meer rockbands gebruikt. Enkele bands die al vlug veelvuldig van de instrumenten gebruikmaakten waren The United States of America, The Silver Apples en Pink Floyd, en hoewel hun muziek niet noodzakelijk volledig elektronisch was, werd het resulterende geluid sterk beïnvloed door hun synthesizers. In de jaren zeventig werd in Duitsland veel met elektronische muziek geëxperimenteerd door krautrockgroepen zoals Tangerine Dream, Can, Neu! en andere. Een van de groepen die daaruit ontstond, Kraftwerk, gebruikte elektronica en robotica om de vervreemding van de moderne technologische wereld te symboliseren, en hun elektronische stijl zou wereldwijd bekend worden.
Ook in de jazzwereld werden akoestisch instrumenten en synthesizers gecombineerd door groepen zoals Weather Report. Ook de gerespecteerde jazzpianist Herbie Hancock deed met zijn groep Head Hunters de jazzluisteraars kennismaken met een ruim palet van elektronische klanken, waaronder de synthesizer, die hij nog enthousiaster zou verkennen op het album Future Shock, een samenwerking met producer Bill Laswell in de jaren tachtig, dat in 1983 de pop hit "Rockit" opleverde.
Artiesten zoals Tangerine Dream (Berlijnse School), Klaus Schulze (Berlijnse School), Brian Eno, Vangelis, Jean Michel Jarre, Ray Buttigieg, Richard Pinhas, de Japanse componisten Isao Tomita en Kitaro hielpen alle elektronische muziek te verspreiden. In het kielzog van Jarre kwam Zanov met Green ray, Moebius 256 301 en In course of time. Daarnaast zijn ook de Oostenrijkse Gandalf en de Nederlandse Ron Boots en Gert Emmens uitdragers van dit genre. Ook de filmindustrie ging uitgebreid gebruikmaken van elektronische muziek voor soundtracks. Een voorbeeld is de muziek van Wendy Carlos voor A Clockwork Orange van Stanley Kubrick. Vooral in sciencefictionfilms, zoals Blade Runner en Alien, bepaalden elektronische muziek en elektronische effecten de stemming en de sfeer van de films. Uiteindelijk gingen elektronische artiesten volledige soundtracks voor films leveren.

### Eind jaren zeventig tot eind jaren tachtig
Op het eind van de jaren zeventig en het begin van de jaren tachtig volgden vele vernieuwingen in de ontwikkeling van elektronischemuziekinstrumenten. Analoge synthesizers maakten veelvuldig plaats voor digitale synthesizers en samplers. De eerste samplers waren, net als de eerste synthesizers jaren daarvoor, zware en dure apparatuur; bedrijven zoals Fairlight en New England Digital verkochten instrumenten die tot $100.000 kostten. Tegen halverwege de jaren tachtig werden goedkopere samplers ontwikkeld. Vanaf het eind van de jaren zeventig werden deze instrumenten algemeen verspreid in de popmuziek. Artiesten als Gary Numan, Heaven 17, Eurythmics, Severed Heads, The Human League, Yazoo, The Art of Noise, Orchestral Manoeuvres in the Dark, Depeche Mode, New Order, maakten nieuwe muziek die succesvol de hitparades zou bevolken. Fad Gadget wordt soms genoemd als de vader van het gebruik van elektronica in deze newwavemuziek.
De natuurlijke mogelijkheid om met machines willekeurige, niet-harmonische geluiden te maken gaf aanleiding tot het industrial genre, met pioniers zoals Throbbing Gristle (die begonnen in 1975), Wavestar en Cabaret Voltaire. Sommige artiesten zoals Nine Inch Nails, KMFDM en Severed Heads namen zo enkele van de originele elementen uit de musique concrète en namen die op in mechanische dancebeats en later ook metalgitaren. Anderen, zoals Test Department en Einstürzende Neubauten maakten van het nieuwe geluide helse elektronische composities. Anderen namen de ruwe geluiden en versmolten ze tot evocatieve soundscapes. Nog anderen, zoals Front 242 en Skinny Puppy, combineerde deze ruwheid met de eerdere klanken die meer op pop of dance waren gericht, en vormden Electronic Body Music (EBM).
Naast de groeiende interesse in elektronische en industrial muziek, werkten ook artiesten rond dubmuziek. Noemenswaardig op dit gebied was producer Adrian Sherwoord; zijn On-U Sound platenlabel was in de jaren tachtig verantwoordelijk voor de integratie van de industrial en noisecultuur met tape- en dubproductie, met artiesten zoals de industrialfunkgroep Tackhead, vocalist Mark Stewart en anderen. Dit bereidde de weg voor veel jarennegentiginteresse in dub; eerst via bands zoals Meat Beat Manifesto, en later downtempo- en triphopproducers zoals Kruder & Dorfmeister.

### Recente ontwikkelingen: jaren 80 tot 21e eeuw

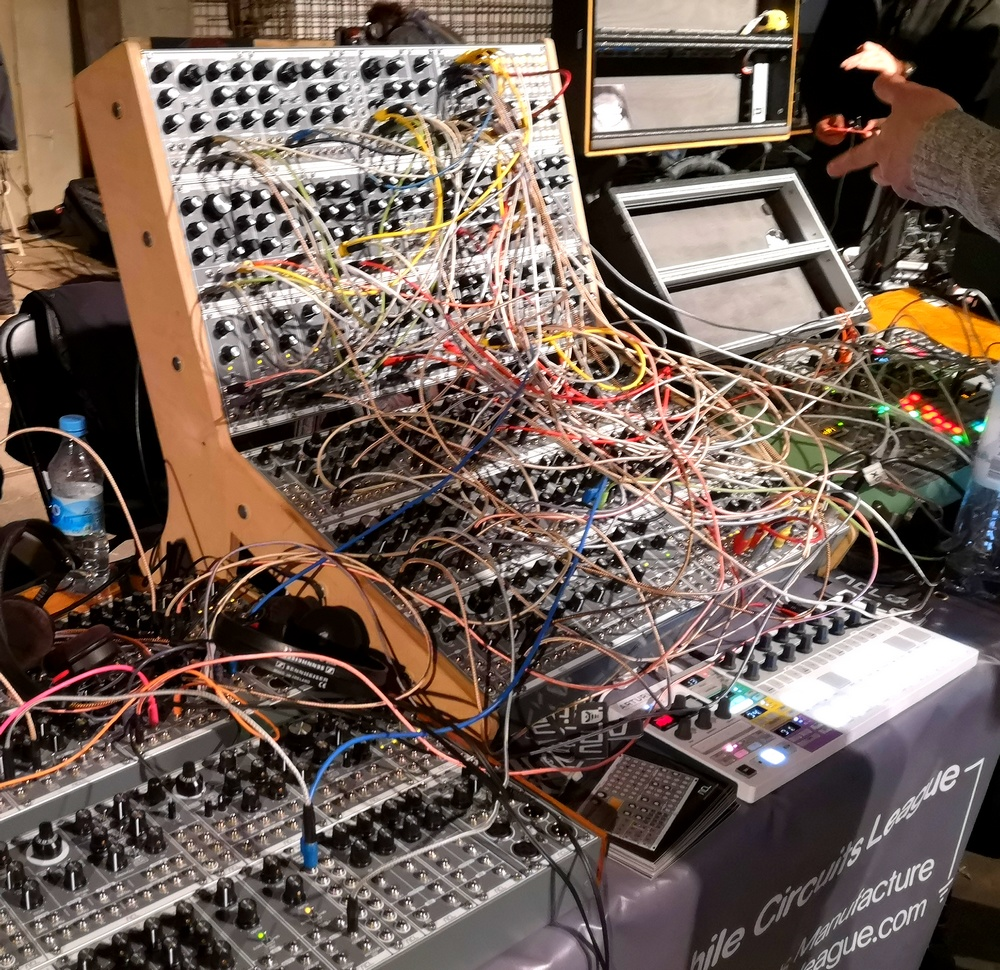
Moderne modulaire analoge synthesizer

De ontwikkeling van technogeluiden in Detroit en house in Chicago in het begin van de jaren tachtig, en later de New Beat in België en de acid house-beweging in het Verenigd Koninkrijk op het eind van de jaren tachtig en begin jaren negentig, stuwden de ontwikkeling van elektronische muziek verder vooruit, vergrootten de verspreiding en aanvaarding in de mainstream en introduceerden elektronische dancemuziek in nachtclubs. Door gebruik van elektronica slaagt men erin om snellere en preciezere ritmes te creëren dan mogelijk is met traditionele percussie. Elektronische dansmuziek bevat vaak elektronisch bewerkingen (samples) van traditionele instrumenten en zang.
De blijvende daling in prijs van elektronische uitrusting zorgde dat popmuziek meer en meer elektronisch werd gemaakt. Artiesten zoals Björk en Moby verspreiden verder varianten van deze muziekvorm in de mainstream.
Een experimentele vorm van elektronisch musiceren is circuit bending. Door in elektronische velden kortsluitingen te solderen kunnen bijzondere klankvervormingen optreden.

## Overzicht

### Genres
Door de decennia heen is in de elektronische muziek steeds minder van één genre te spreken, vooral sinds de jaren negentig omvat de term een grote waaier aan genres, stijlen en substijlen, te veel om hier op te sommen. Eenduidige grenzen zijn helemaal niet te bepalen, maar ruim beschouwd zijn er onder andere experimentele en klassieke genres: electronic art music, musique concrète; de industrial en synthpopstijlen in de jaren tachtig; stijlen die vooral gericht zijn op dansen, zoals techno, house, trance, electro, breakbeat, Drum and Bass; en stijlen die eerder gericht zijn op experimenteren of thuisbeluistering, zoals IDM, glitch, trap en triphop. Ook metal heeft zijn elektronische versie van deze muziekstijl.
De opgang van de homecomputer in het begin van de jaren tachtig gaf aanleiding tot een compleet nieuw genre elektronische muziek; in ruime zin chiptune of bitpop genoemd. Deze stijlen, die aanvankelijk met gespecialiseerde geluidschips in pc's zoals de Commodore 64 werden gemaakt, groeiden aanvankelijk uit de demoscene.

### Artiesten en dj's
Met de explosieve groei in de computermuziektechnologie, gevolgd door de afnemende kost op het eind in de jaren 90, is het aantal artiesten en dj's dat werkt met elektronische muziek overweldigend. Met de komst van opnamesystemen met harde schijf, kan elke computergebruiker thuis muzikant worden, en kan iedereen zijn muziek als amateur verspreiden. Toch zijn er doorheen de geschiedenis vele belangrijke artiesten geweest. Binnen de experimentele en klassieke tradities zijn Karlheinz Stockhausen, Pierre Boulez en Steve Reich lang actief. Invloedrijke muzikanten in de industrial-, synthpop- en newwavestijlen waren of zijn Throbbing Gristle, Cabaret Voltaire, Human League, Tangerine Dream, Kraftwerk enz. In house, techno, drum and bass, bleven pioniers zoals Juan Atkins, Derrick May, Goldie, A Guy Called Gerald en LTJ Bukem tot in de 21e eeuw actief. Rond de eeuwwisseling kenden artiesten zoals Fatboy Slim, Faithless, de Chemical Brothers, Massive Attack, The Prodigy, Underworld, Björk en Moby commercieel succes onder het label "electronica". Verschillende dj's, zoals Armin van Buuren, Paul Oakenfold, Martin Garrix, David Guetta en John Digweed hebben de status van superster bereikt. Artiesten zoals Autechre en Aphex Twin worden geprezen voor uitdagende albums met hoofdzakelijk luistermuziek.